# Стериїно
Стериїно (серб. Стеријино, угор. Valkaisor) — село в Сербії, належить до общини Ада Північно-Банатського округу автономного краю Воєводина.

## Населення
Населення села становить 389 осіб (2002, перепис), з них:
- угорці — 94,87%
- серби — 2,56%,